# Ильичёвский сельский совет (Советский район)
Ильичёвский сельский совет (укр. Іллічівська сільська рада, крымскотат. Qıyanlı köy şurası) — административно-территориальная единица в Советском районе в составе АР Крым Украины (фактически до 2014 года), ранее до 1991 года — в составе Крымской области УССР в СССР, в 1954 году — в составе Крымской области РСФСР в СССР. Население по переписи 2001 года — 3083 человека, площадь совета 85 км².
К 2014 году сельсовет состоял из 7 сёл:

| - Восточное - Георгиевка - Дятловка - Ильичёво | - Надежда - Речное - Шахтино |

## История
Ильичёвский сельский совет был образован в 1954 году путём объединения Восточненского и Шахтинского сельсоветов. На 15 июня 1960 года в составе совета числились следующие населённые пункты:

| - Васильевка - Восточное - Георгиевка - Дятловка - Заречье | - Ильичёво - Надежда - Осиповка - Речное - Шахтино |

Указом Президиума Верховного Совета УССР «Об укрупнении сельских районов Крымской области», от 30 декабря 1962 года Советский район был упразднён и сельский совет включили в Нижнегорский. 8 декабря 1966 года Советский район был восстановлен и совет вновь включили в его состав. К 1968 году Заречье было присоединено к Восточному, Осиповка — к Георгиевке, Васильевка упразднена и совет обрёл современный состав. С 12 февраля 1991 года сельсовет в восстановленной Крымской АССР, 26 февраля 1992 года переименованной в Автономную Республику Крым. С 21 марта 2014 года в составе Крыма аннексирован Россией. Законом «Об установлении границ муниципальных образований и статусе муниципальных образований в Республике Крым» от 4 июня 2014 года территория административной единицы была объявлена муниципальным образованием со статусом сельского поселения.